# Église Saint-Martin de Suippes
Pour les articles homonymes, voir Église Saint-Martin.
L'église Saint-Martin est une église catholique située à Suippes, en France.

## Localisation
L'église est située dans le département français de la Marne, sur la commune de Suippes, au centre du village côtoyant la mairie et le Centre d'interprétation de la Marne.

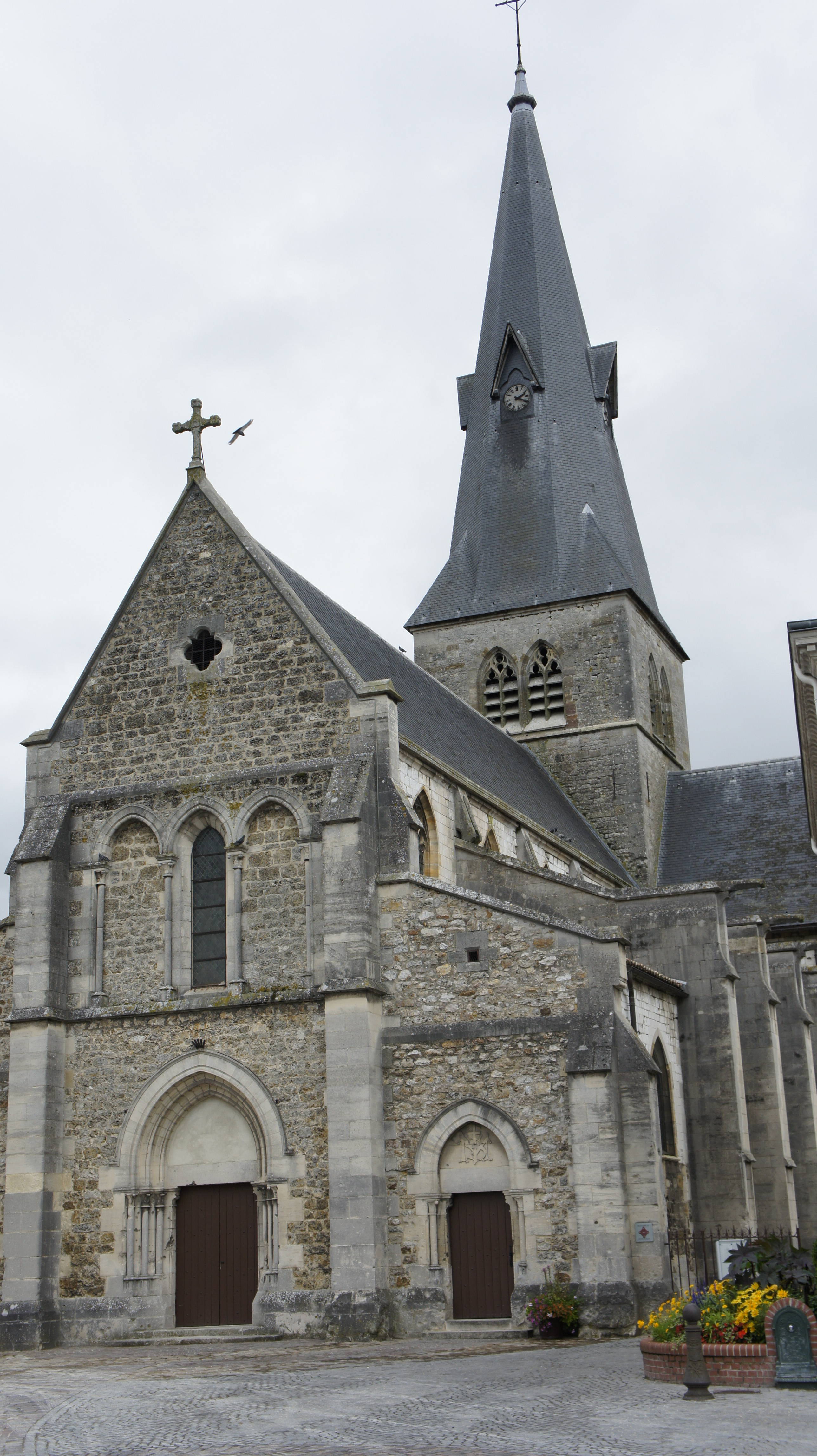
La façade occidentale de l'église.

## Histoire

### Architecture
L’église Saint Martin  est de style gothique. Elle possède une nef à cinq travées et un clocher surmontant la croisée du transept. La sobre façade s'ouvre sur trois portails.
La partie la plus ancienne, les deux piles de la jonction nef et croisées du transept datent du milieu du XVe siècle.
Entre 1859 et 1896, la façade, la tour sur la croisée du transept, tout le transept, les deux chapelles et l’abside ont été reconstruites grâce au soutien de l’Empereur Napoléon III.
La nef qui s'apparente à l’église Saint-Loup de Châlons-en-Champagne possède des piliers sont en pierre de Savonnières (Haute-Marne). Les voûtes de la nef principale ont été reconstruites plusieurs fois notamment après les deux guerres mondiales.
Les chapiteaux sont remarquables, on y voit des personnages, des animaux, des monstres au milieu de feuillages.
L’église possède un christ aux liens classé monument historique.
Un bas-relief représentant Martin de Tours, patron de Suippes, a été réalisé par André Buiron en 1994.

### Grandes orgues

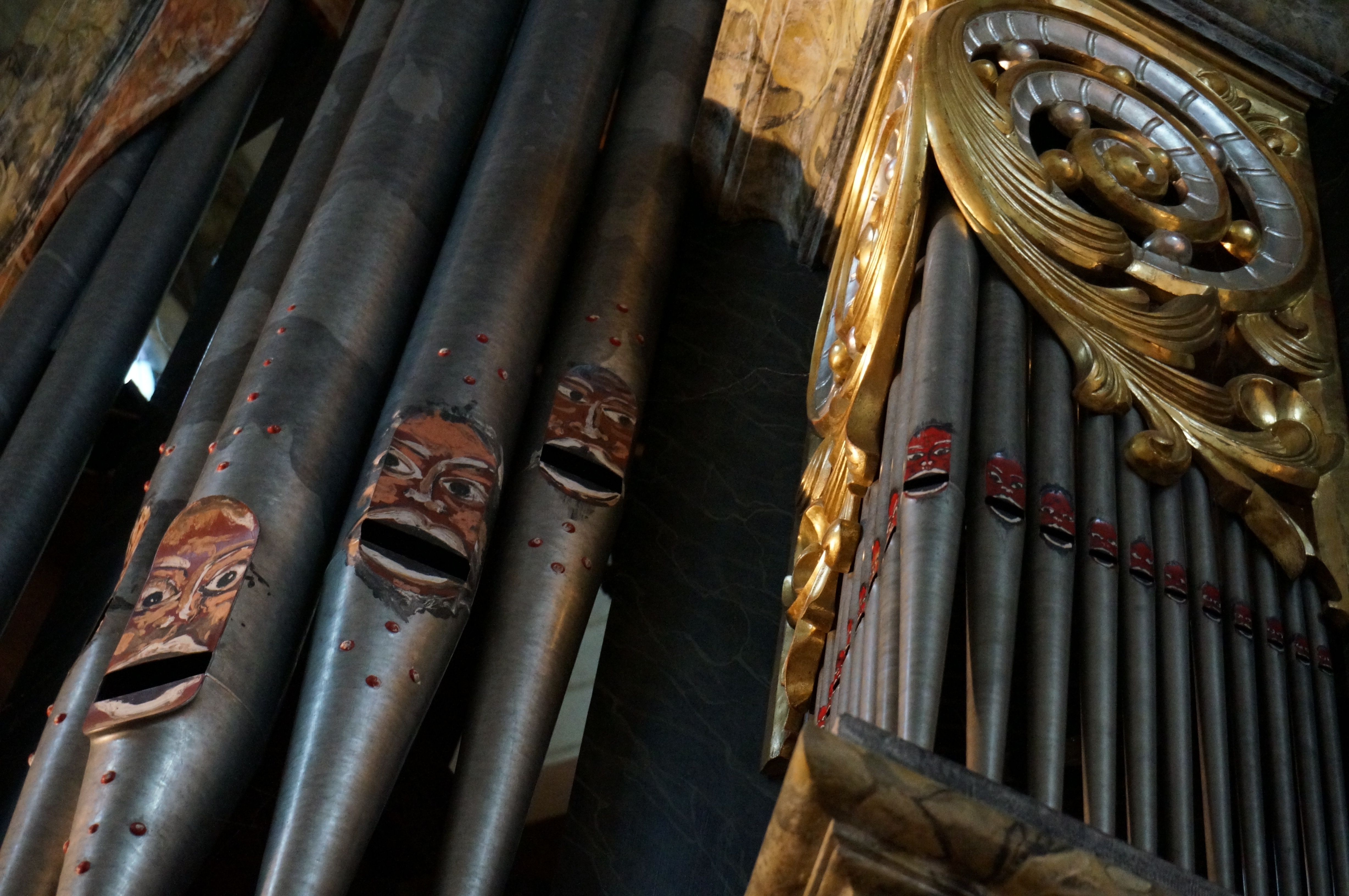
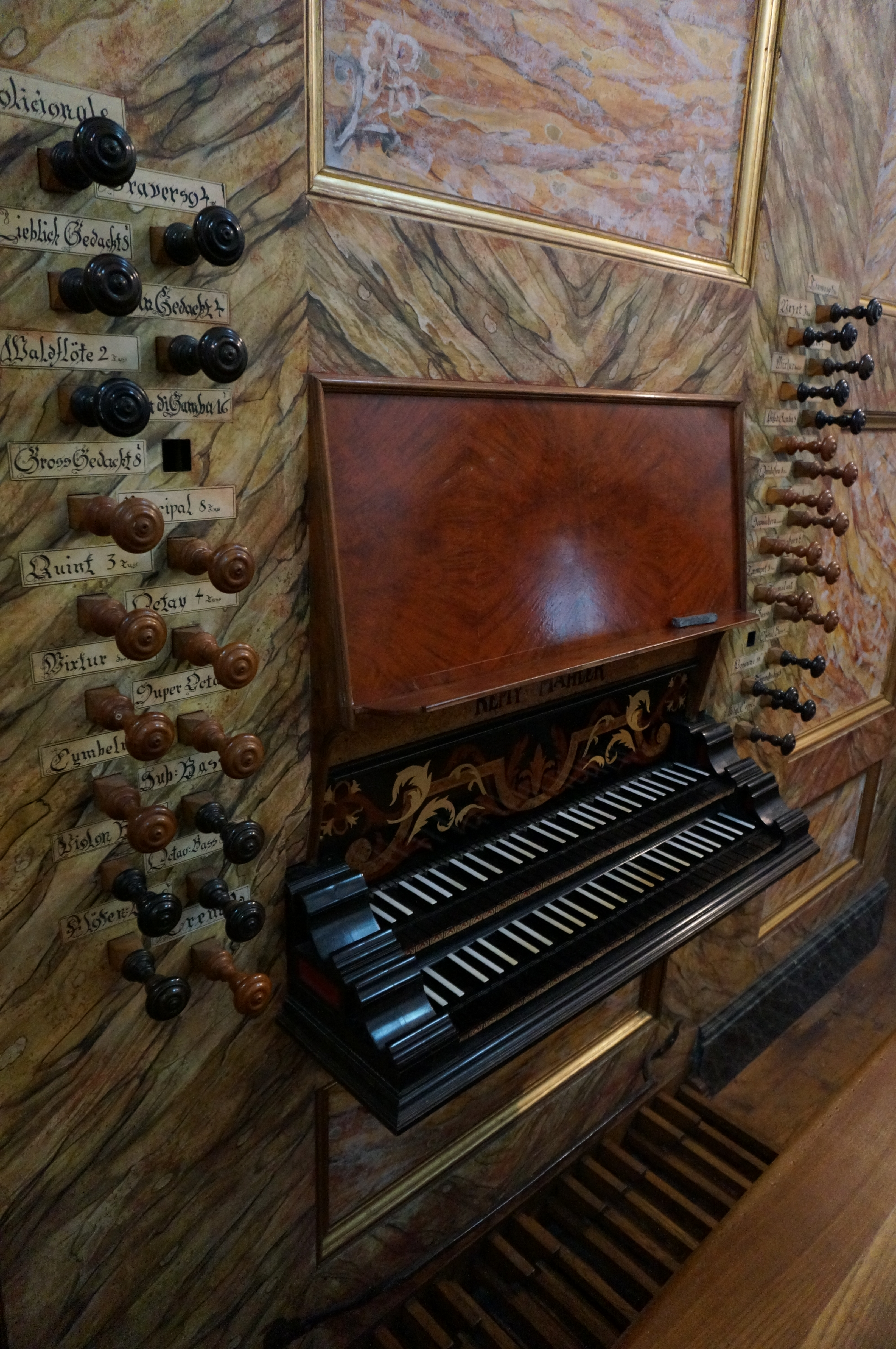
Clavier.
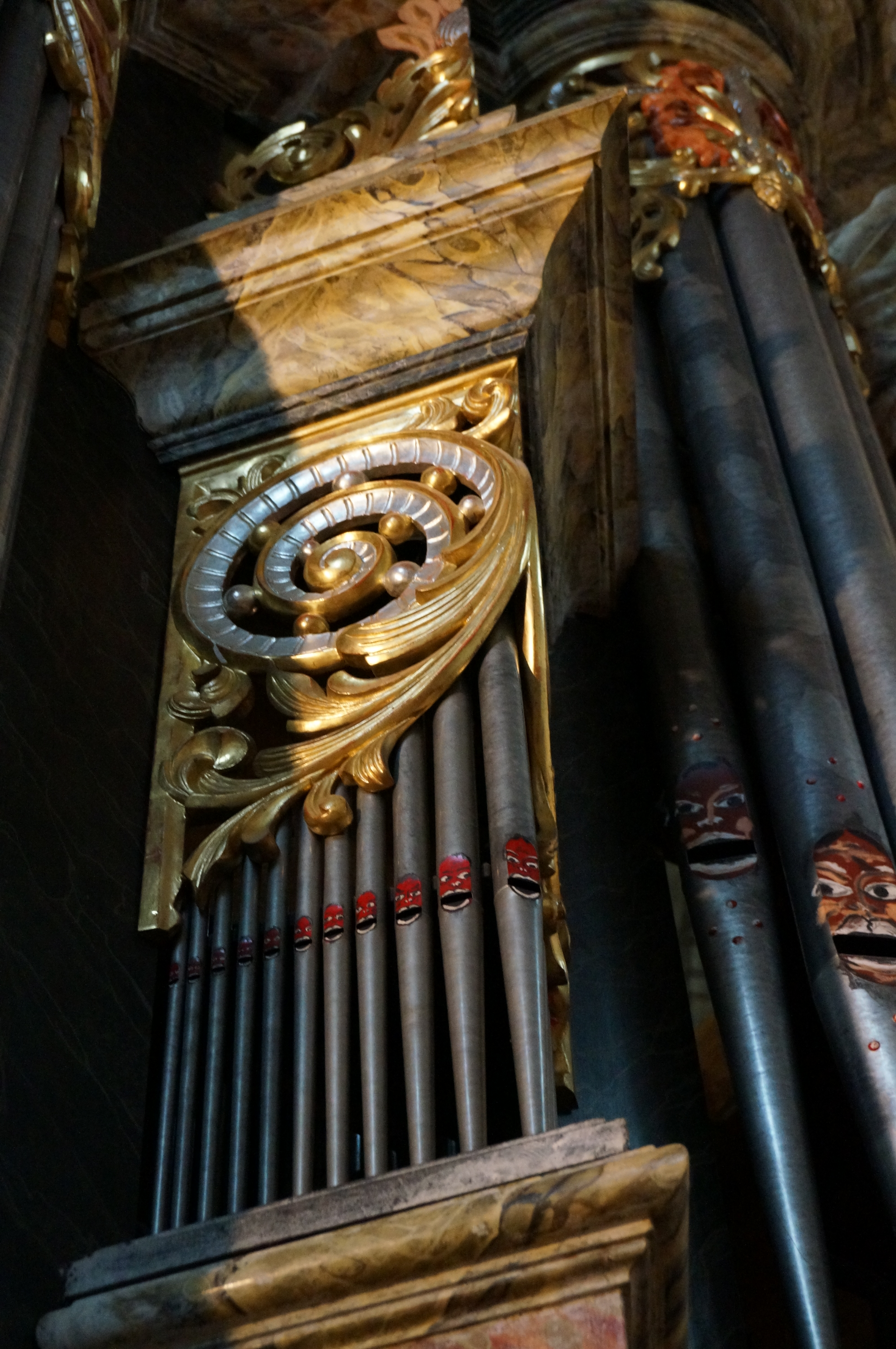
Tuyaux.

Depuis 1621, l'église de Suippes possédait un orgue qui fut restauré en 1821 par Jean-Baptiste Salmon. Cet orgue à un seul clavier fut remplacé par un instrument construit par Alexandre et Henri Jacquet de Bar-le-Duc. Endommagé pendant la Grande Guerre, il fut restauré par Henri Jacquot qui le dota de 19 jeux. L'instrument fut démonté pendant la Seconde Guerre mondiale mais fut laissé à l'abandon ensuite. En 1966, la municipalité décida la reconstruction de l'orgue dont la partie instrumentale était classée depuis 1998. Après deux constructions d'orgues de taille réduite, on décida en 1989 la construction d'un nouvel orgue de style de l'Allemagne centrale du XVIIIe siècle qui fut l’œuvre de Rémy Malher.
Cet instrument a été construit après celui de Saint-Étienne-de-Baïgorry, dans une continuité de style, mais sur un modèle un peu plus grand. Il a été exposé au Salon de la Musique de Paris du 30 mars au 3 avril 2001 et installé à Suippes le 8 novembre 2001. Il a été inauguré les 17, 18 et 19 octobre 2003.

## Images

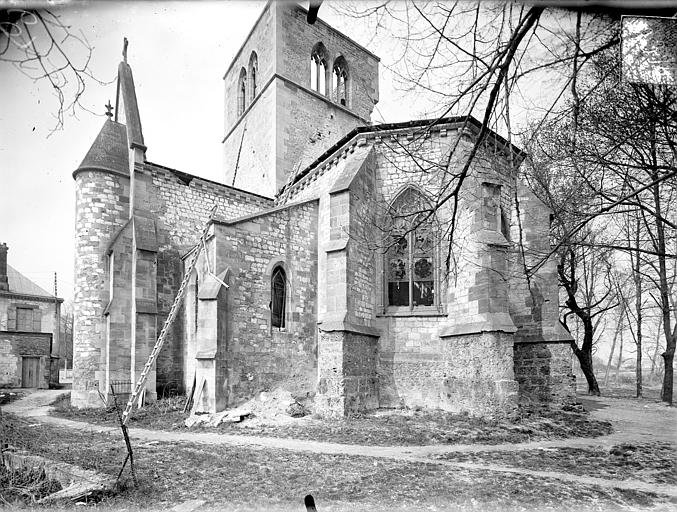
Endommagée par la Grande Guerre.
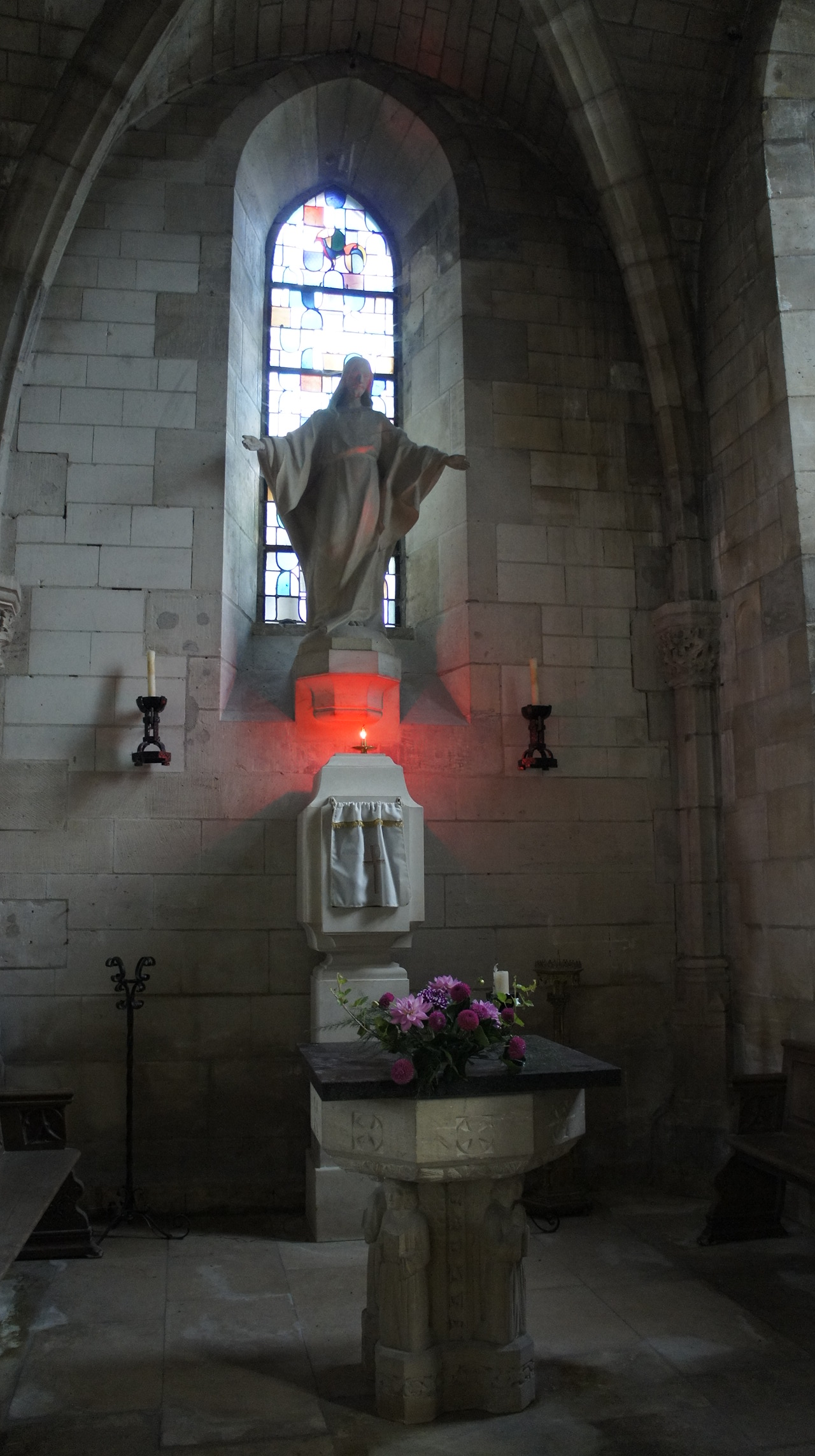
Baptistère.
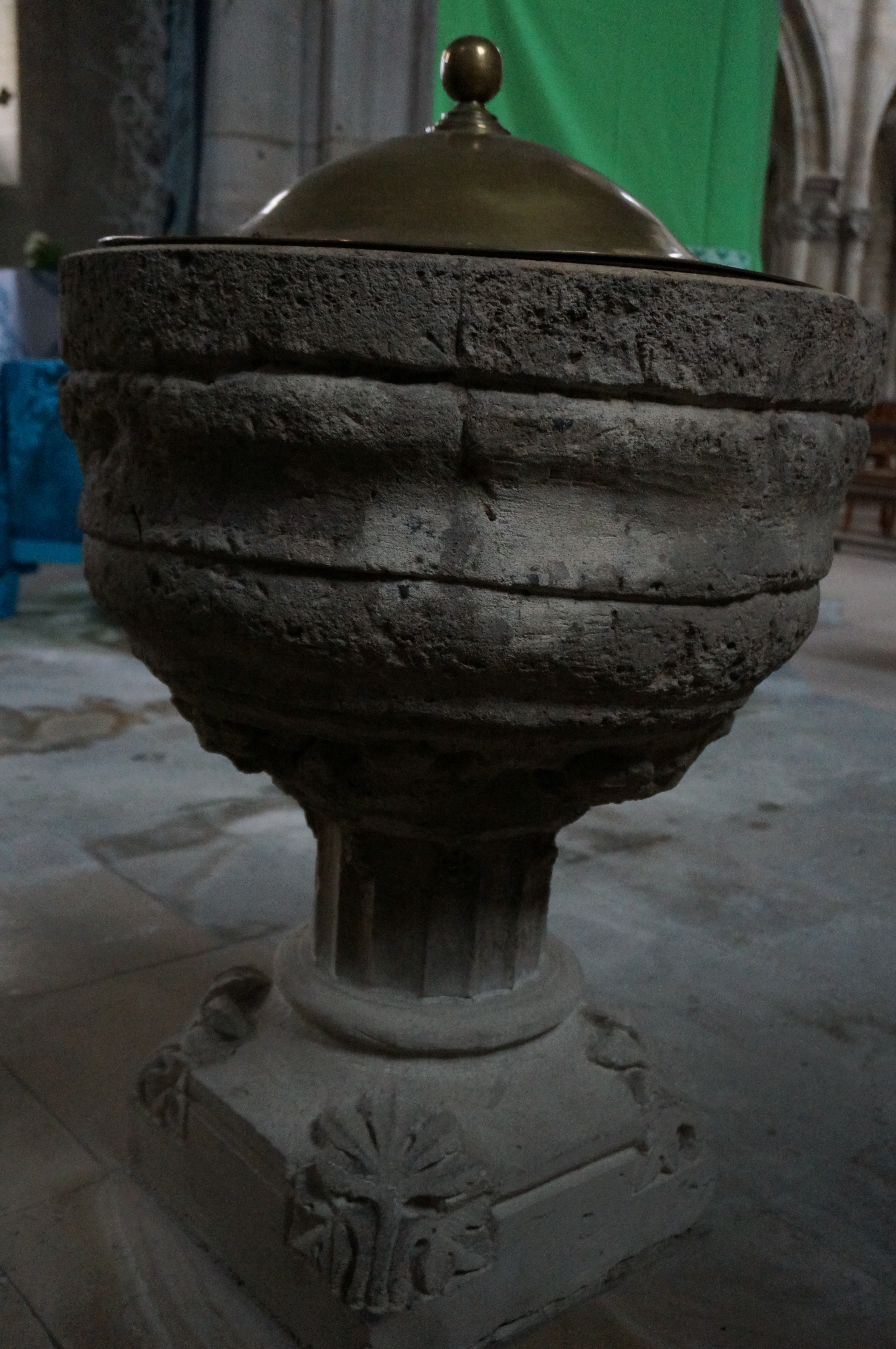
Fonts baptismaux.
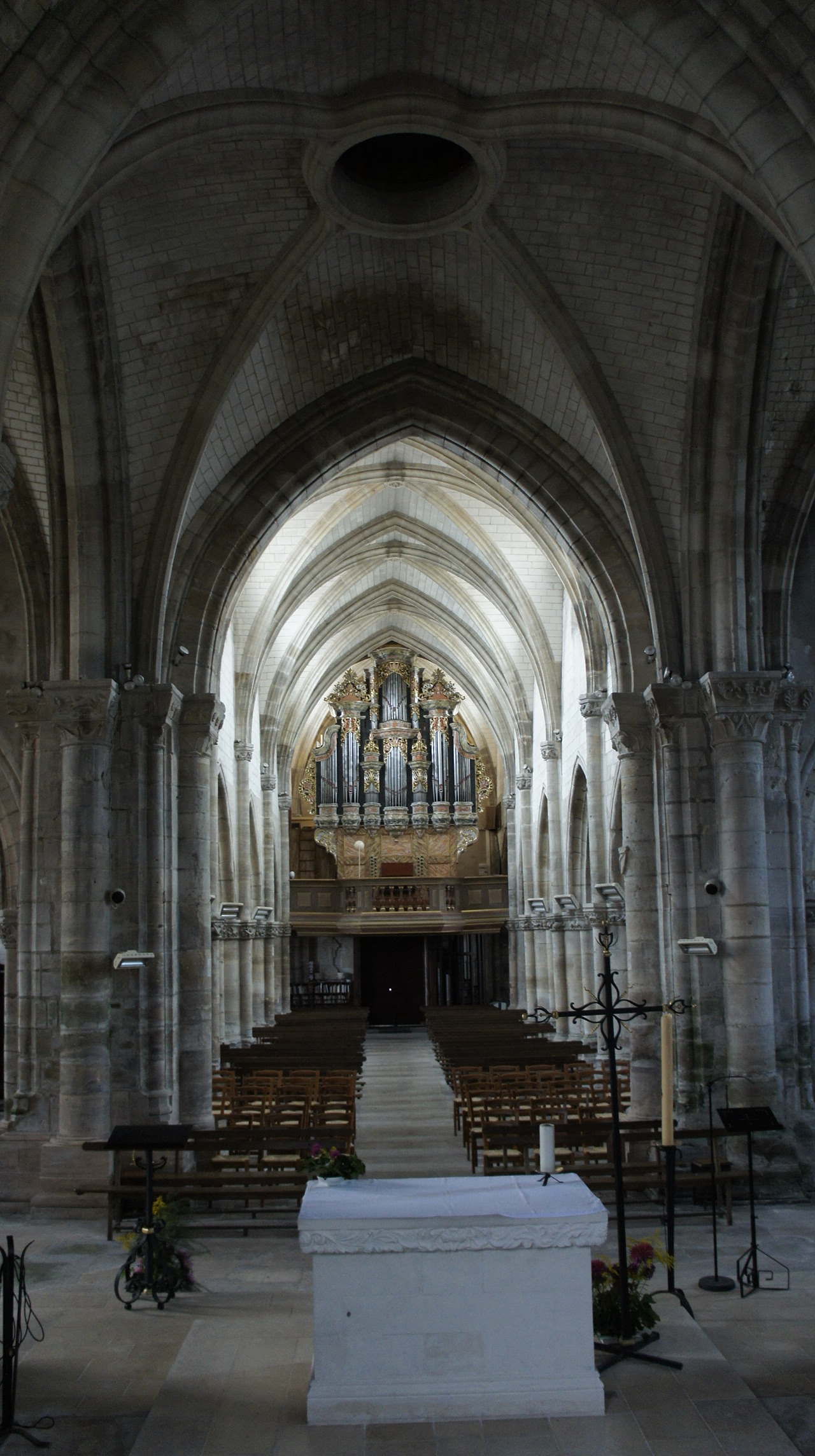
La nef vers la rosace.
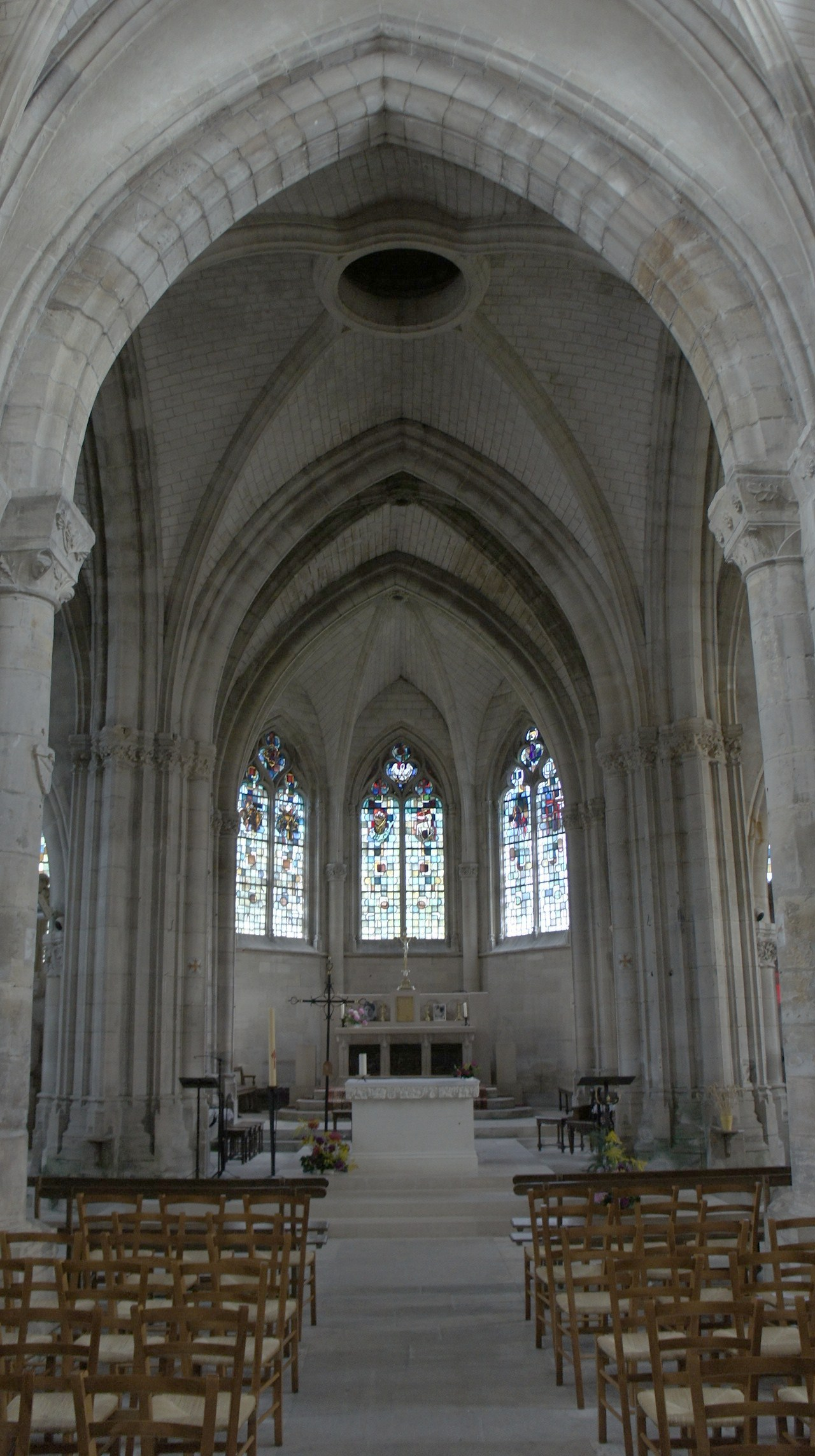
Le chœur.
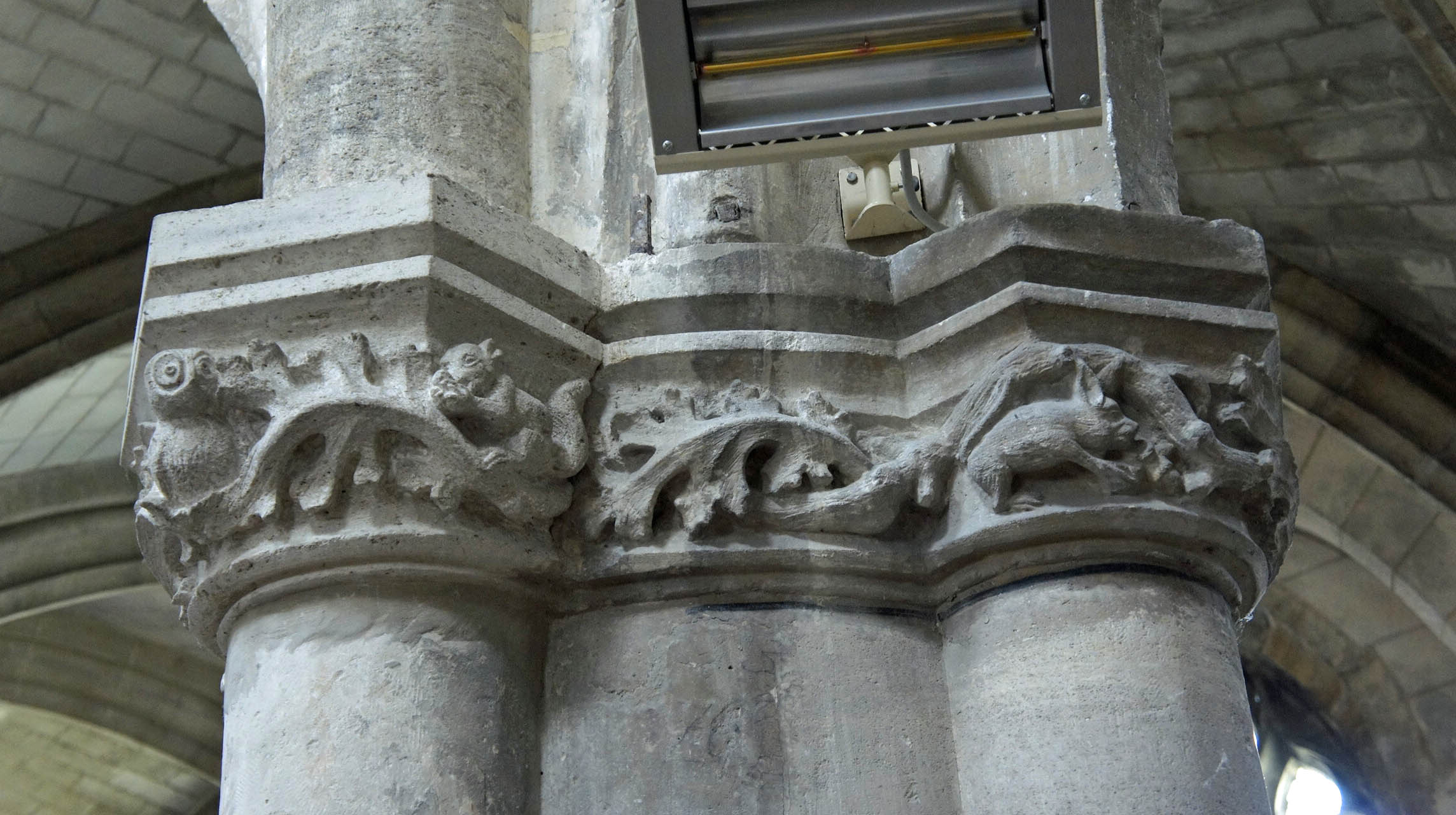
Bestiaire dans le chapiteau.